# Little Girl Blue
Little Girl Blue è il primo album in studio della cantante e pianista statunitense Nina Simone, pubblicato nel febbraio 1959.
Nel 1987 è stata pubblicata una riedizione dal titolo My Baby Just Cares For Me, che è entrata in classifica in alcuni paesi europei e in Australia.

## Tracce
Lato A
1. Mood Indigo – 4:00 (Barney Bigard, Irving Mills, Duke Ellington)
2. Don't Smoke in Bed – 3:09 (Willard Robison)
3. He Needs Me – 2:26 (Arthur Hamilton)
4. Little Girl Blue – 4:12 (Richard Rodgers, Lorenz Hart)
5. Love Me or Leave Me – 3:18 (Gus Kahn, Walter Donaldson)
6. My Baby Just Cares for Me – 3:33 (Gus Kahn, Walter Donaldson)

Lato B
1. Good Bait – 5:25 (Count Basie, Tadd Dameron)
2. Plain Gold Ring – 3:50 (George Stone)
3. You'll Never Walk Alone – 3:58 (Richard Rodgers, Oscar Hammerstein II)
4. I Loves You, Porgy – 4:03 (DuBose Heyward, George Gershwin, Ira Gershwin)
5. Central Park Blues – 3:05 (Nina Simone)

Edizione CD del 1992, pubblicato dalla Bethlehem Records (30042)
1. Mood Indigo – 4:01 (Barney Bigard, Irving Mills, Duke Ellington)
2. Don't Smoke in Bed – 3:09 (Willard Robison)
3. He Needs Me – 2:27 (Arthur Hamilton)
4. Little Girl Blue – 4:16 (Richard Rodgers, Lorenz Hart)
5. Love Me or Leave Me – 3:20 (Gus Kahn, Walter Donaldson)
6. My Baby Just Cares for Me – 3:36 (Gus Kahn, Walter Donaldson)
7. Good Bait – 5:25 (Count Basie, Tadd Dameron)
8. Plain Gold Ring – 3:50 (George Stone)
9. You'll Never Walk Alone – 3:58 (Richard Rodgers, Oscar Hammerstein II)
10. I Loves You Porgy – 4:03 (DuBose Heyward, George Gershwin, Ira Gershwin)
11. Central Park Blues – 3:05 (Nina Simone)
12. He's Got the Whole World in His Hands – 3:09 (Tradizionale, arrangiamento di Nina Simone) – Bonus Track
13. For All We Know – 4:00 (J. Fred Coots, Sam Lewis) – Bonus Track
14. African Mailman – 3:10 (Nina Simone) – Bonus Track

Edizione CD del 2000, pubblicato dalla Neon Records (NE 34541)
1. My Baby Just Cares for Me (Special Extended Version) – 5:18 (Gus Kahn, Walter Donaldson)
2. I Loves You Porgy – 4:11 (George Gershwin, Ira Gershwin)
3. For All We Know – 4:00 (J. Fred Coots, Sam Lewis)
4. He's Got the Whole World in His Hands – 3:09 (Tradizionale, arrangiamento di Nina Simone)
5. You'll Never Walk Alone – 3:46 (Richard Rodgers, Oscar Hammerstein II)
6. Don't Smoke in Bed – 3:11 (Willard Robison)
7. Mood Indigo – 4:01 (Barney Bigard, Duke Ellington, Irving Mills)
8. He Needs Me – 2:29 (Arthur Hamilton)
9. African Mailman – 3:09 (Nina Simone)
10. Love Me or Leave Me – 3:22 (Gus Kahn, Walter Donaldson)
11. Good Bait – 5:27 (Count Basie, Tadd Dameron)
12. Central Park Blues – 3:05 (Nina Simone)
13. Plain Gold Ring – 3:50 (George Stone)
14. Little Girl Blue – 4:17 (Richard Rodgers, Lorenz Hart)
15. Don't Let Me Be Misunderstood – 3:51 (Bennie Benjamin, Gloria Caldwell, Sol Marcus) – Bonus Track
16. Ain't Got No/I Got Life – 4:39 (Galt MacDermot, Gerome Ragni, James Rado)
17. Young, Gifted and Black – 5:09 (Nina Simone, Weldon Irvine)
18. Gin House Blues – 4:55 (Fletcher Henderson, Henry Troy)

Edizione CD del 2007, pubblicato dalla Jazz Heritage Records (5186909)
1. Mood Indigo – 4:02 (Barney Bigard, Irving Mills, Duke Ellington)
2. Don't Smoke in Bed – 3:11 (Willard Robison)
3. He Needs Me – 2:30 (Arthur Hamilton)
4. Little Girl Blue – 4:18 (Richard Rodgers, Lorenz Hart)
5. Love Me or Leave Me – 3:22 (Gus Kahn, Walter Donaldson)
6. My Baby Just Cares for Me – 3:38 (Gus Kahn, Walter Donaldson)
7. Good Bait – 5:27 (Tadd Dameron)
8. Plain Gold Ring – 3:50 (Earl S. Burroughs)
9. You'll Never Walk Alone – 3:47 (Richard Rodgers, Oscar Hammerstein II)
10. I Loves You Porgy – 4:10 (DuBose Heyward, George Gershwin, Ira Gershwin)
11. Central Park Blues – 3:06 (Nina Simone)
12. He's Got the Whole World in His Hands – 3:10 (Obie Philpot) – Bonus Track
13. For All We Know – 4:00 (J. Fred Coots, Sam Lewis) – Bonus Track
14. African Mailman – 3:09 (Nina Simone) – Bonus Track
15. My Baby Just Cares for Me (Special Extended Version) – 5:17 (Gus Kahn, Walter Donaldson) – Bonus Track

## Formazione
- Nina Simone - voce, pianoforte, arrangiamenti
- Jimmy Bond - contrabbasso
- Albert Heath - batteria
- Joseph Muranyi - note di copertina
- Chuck Stewart - fotografia